# 聖西芒 (聖保羅州)
21°28′45″S 47°33′03″W / 21.47917°S 47.55083°W

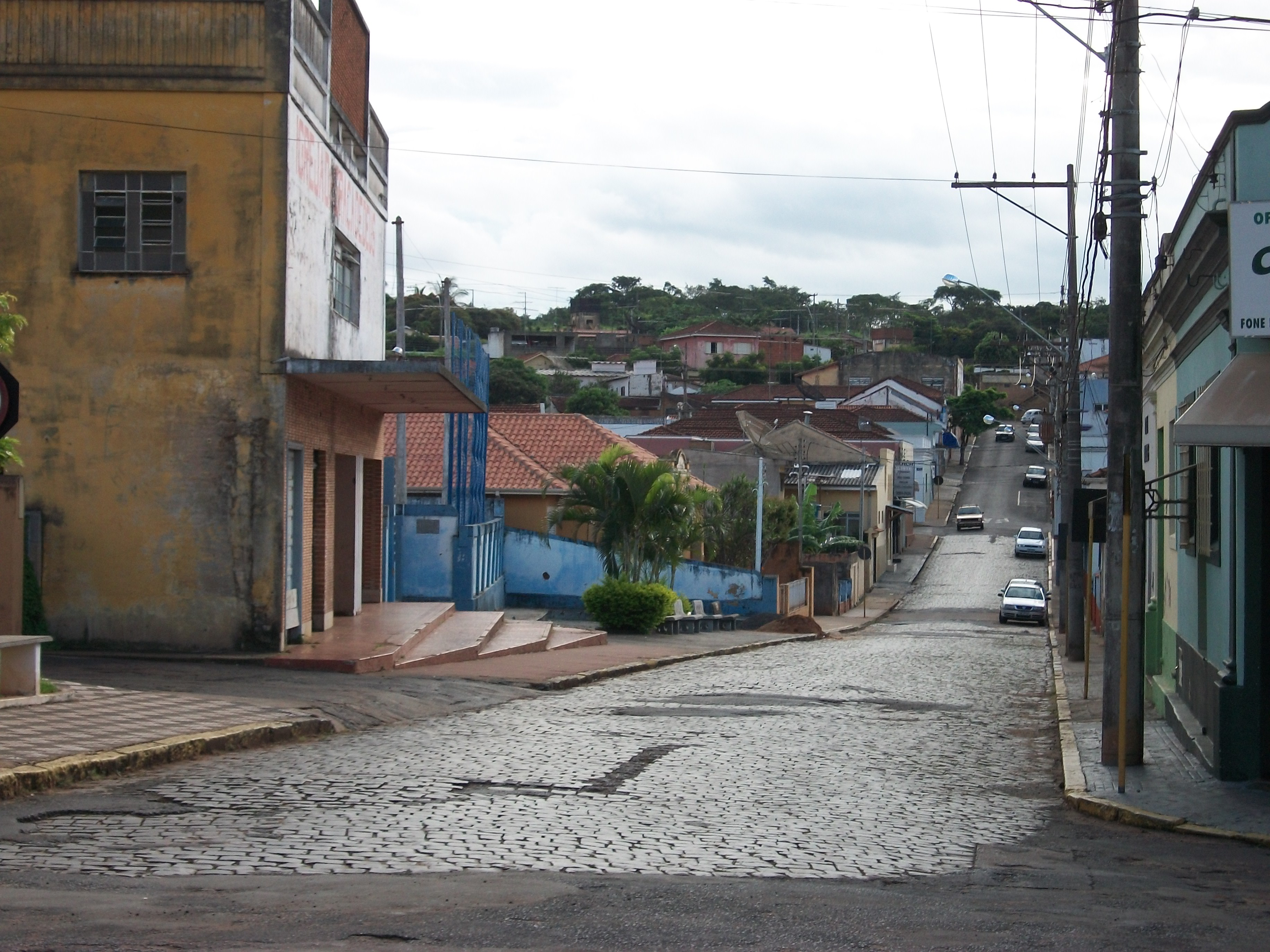
聖西芒

聖西芒（葡萄牙語：São Simão）是巴西的城鎮，位於該國南部，由聖保羅州負責管轄，始建於1895年3月4日，面積618平方公里，海拔高度620米，2010年人口14,350，人口密度每平方公里23.22人。